# Вашуркин, Александр Борисович
Алекса́ндр Бори́сович Вашу́ркин (род. 3 сентября 1986) — российский легкоатлет, специалист по бегу на короткие дистанции. Выступал за сборную России по лёгкой атлетике в 2009—2012 годах, победитель и призёр первенств национального значения, участник чемпионата мира в помещении в Дохе. Представлял Мордовию. Мастер спорта России международного класса.

## Биография
Александр Вашуркин родился 3 сентября 1986 года. Проживал в Мордовии.
Начал заниматься лёгкой атлетикой в 2003 году. Регулярно принимал участие в различных всероссийских турнирах начиная с 2006 года.
Наивысшего успеха в своей спортивной карьере добился в сезоне 2010 года, когда с личным рекордом 6,66 одержал победу в беге на 60 метров на зимнем чемпионате России в Москве. Благодаря этой победе вошёл в основной состав российской национальной сборной и удостоился права защищать честь страны на чемпионате мира в помещении в Дохе, где в той же дисциплине дошёл до стадии полуфиналов. По итогам сезона удостоен почётного звания «Мастер спорта России международного класса».
В 2012 году с командой Мордовии выиграл бронзовую медаль в эстафете 4 × 100 метров на чемпионате России в Чебоксарах.
Впоследствии оставался действующим спортсменом вплоть до 2017 года, хотя на международной арене больше не показывал сколько-нибудь значимых результатов.
Окончил Мордовский государственный университет имени Н. П. Огарёва (2012), работал тренером по лёгкой атлетике в Жуковском.